# Chlamydotis undulata

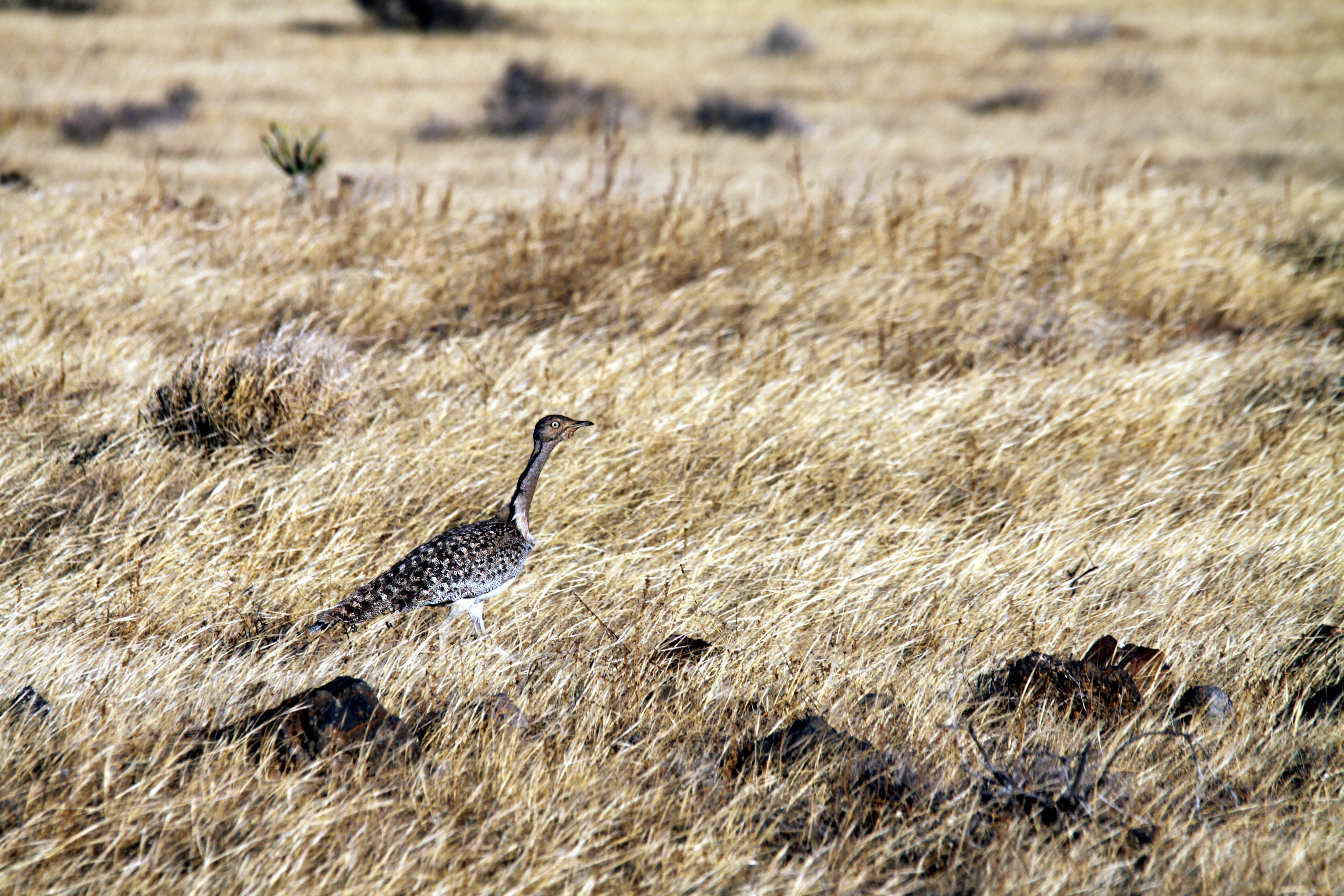
Una C. u. fuertaventurae a Lanzarote (Canarie).

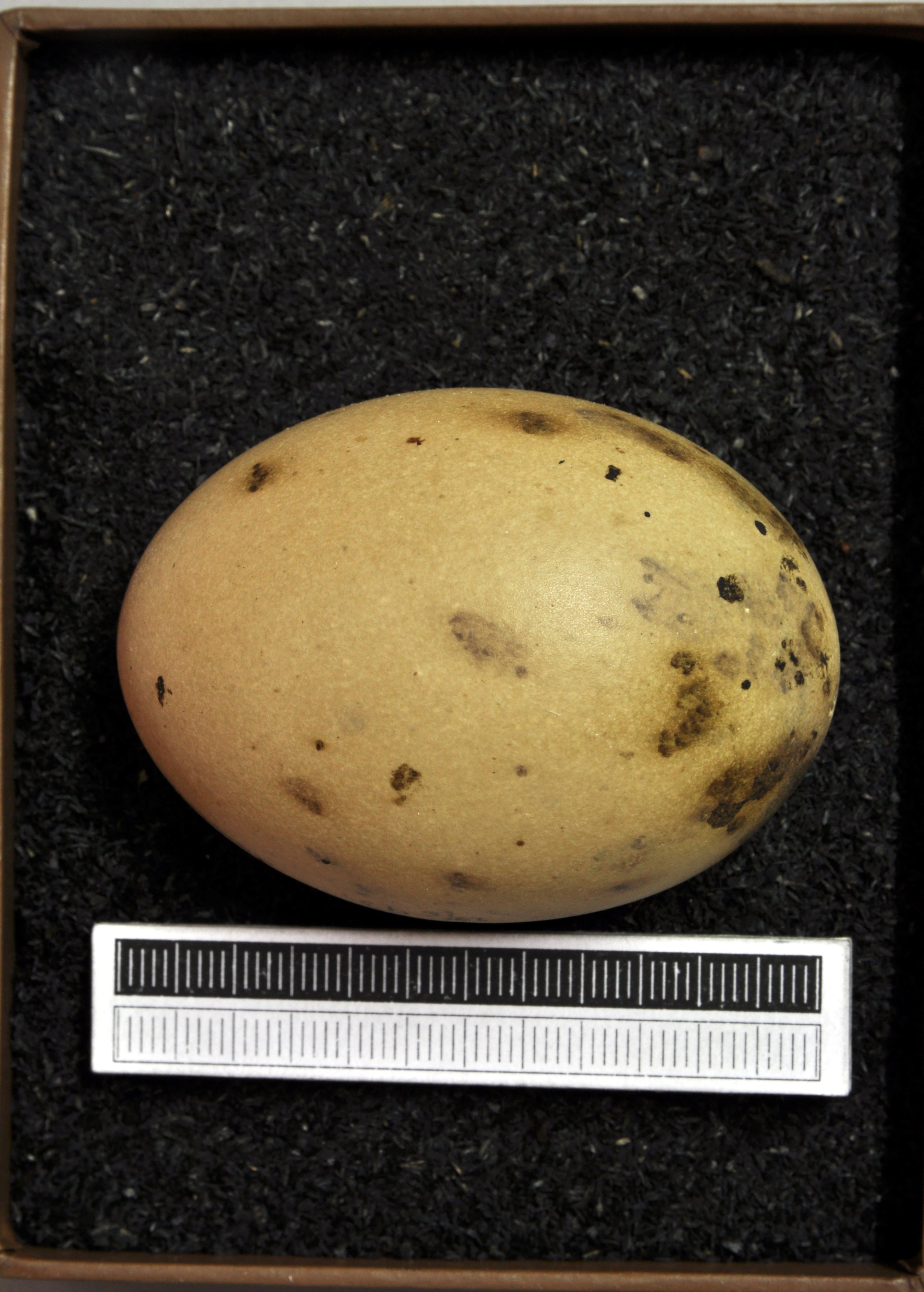
Uovo di ubara al museo di Wiesbaden.

L'ubara (Chlamydotis undulata (Jacquin, 1784)) è un uccello della famiglia degli Otididi originario dell'Africa settentrionale.

## Descrizione

### Dimensioni
Il maschio misura 65-75 cm di lunghezza, per un peso di 1800-3200 g; la femmina misura 55-65 cm di lunghezza, per un peso di 1200-1700 g.

### Aspetto
Le ubare sono otarde di medie dimensioni, dal piumaggio relativamente chiaro e dal corpo slanciato. Anche se non possiamo parlare di vero e proprio dimorfismo sessuale, il maschio adulto è molto più grande della femmina, e presenta una serie di piume più lunghe e più appariscenti sulla parte posteriore del vertice, sul collo e sul petto e delle tracce di nero ai lati di quest'ultimo.
Gli adulti di entrambi i sessi presentano parti superiori di colore beige-sabbia chiaro con macchioline e linee di colore marrone scuro che si fanno più discrete sulle copritrici alari. Sulla coda vi sono quattro larghe fasce blu-grigie ben visibili. Il vertice beige è talvolta mascherato da una fascia di piume erettili bianche; il resto della faccia è grigio-beige chiaro. Una lunga fascia nerastra costituita da piume filamentose ed erettili scende da ogni lato del collo biancastro fino al petto. Le parti inferiori sono chiare e le zampe verde oliva o giallo paglierino.
Riscontriamo alcune variazioni nel piumaggio a seconda della sottospecie. La razza fuertaventurae, che vive nelle isole Canarie, è un po' più piccola, presenta colori più caldi e un maggior numero di segni sulle parti superiori rispetto alla sottospecie nominale. L'ubara asiatica, sua parente stretta, presenta al contrario parti superiori caratterizzate da una colorazione più chiara, più virata al sabbia, e ricoperte da punti scuri, piuttosto che da barre. Presenta inoltre meno nero sul collo e tre larghe fasce sulla coda invece di quattro.

### Voce
La specie è relativamente silenziosa. Ogni tipo di richiamo sembra essere debole o insignificante.

## Biologia
Durante il periodo di riproduzione, l'ubara è piuttosto solitaria, ma nel resto dell'anno adotta un comportamento gregario, radunandosi in bande. Scontrosa e prudente (la sottospecie nordafricana è oggi fortemente minacciata dai cacciatori), trotta da un cespuglio all'altro per nascondersi quando viene avvicinata.
Durante la parata nuziale, le ubare ripiegano la testa sulle spalle e sollevano le lunghe piume del petto e del collo, dando l'impressione che al posto della testa abbiano un grosso spolverino bianco che si muove quando l'uccello trotterella in cerchio e a zig-zag.
Diversamente dalla specie asiatica, l'ubara è sedentaria o localmente erratica.

### Volo
Il volo è fermo e rapido.

### Alimentazione
L'ubara è molto opportunista e non segue una dieta rigida a seconda delle stagioni. Tra le sostanze di origine animale, si nutre principalmente di cavallette, di grilli e di locuste, ma la sua dieta comprende anche una vasta gamma di piccoli invertebrati, oltre a piccoli rettili come serpenti e lucertole. Tra quelle di origine vegetale, ingerisce frutti, semi, giovani germogli, foglie e fiori.

### Riproduzione
La stagione di riproduzione è piuttosto costante, nonostante le differenze di longitudine. Essa ha luogo da marzo ad aprile sia nelle Canarie che in Nordafrica. Il nido è una semplice depressione poco profonda priva di rivestimento che l'uccello crea grattando sul terreno. A volte è situato in terreno aperto, ma la maggior parte delle volte si trova vicino a qualsiasi tipo di copertura vegetale. La femmina depone due o tre uova, che vengono covate generalmente per 24 giorni. I pulcini sono ricoperti da un piumino beige e dorato screziato di macchie bianche, nere e seppia, che gli conferisce un buon camuffamento tra la vegetazione circostante.

## Distribuzione e habitat
Le ubare frequentano le zone semidesertiche e desertiche più ricche di vegetazione. Durante il periodo di riproduzione, si possono trovare nelle steppe aride e ai margini dei deserti punteggiati di cespugli. Nel periodo invernale effettuano spesso delle incursioni nelle aree adibite ad aridocoltura.
La specie vive nelle isole Canarie e nell'Africa settentrionale, spingendosi ad est fino alle regioni settentrionali e centrali dell'Egitto.

## Tassonomia
Attualmente ne vengono riconosciute due sottospecie:
- C. u. fuertaventurae (Rothschild e Hartert, 1894), diffusa nelle isole Canarie orientali;
- C. u. undulata (Jacquin, 1784), diffusa in Africa settentrionale, fino alla valle del Nilo ad est.